# Claustropyga ctenophora
Claustropyga ctenophora is een muggensoort uit de familie van de rouwmuggen (Sciaridae). De wetenschappelijke naam van de soort is voor het eerst geldig gepubliceerd in 2003 door Hippa & Vilkamaa & Mohrig.